# 塔米·米勒
塔米·米勒（英語：Tammy Miller，1967年6月21日—），英国女子曲棍球运动员。她曾代表英国参加1992年和1996年夏季奥林匹克运动会曲棍球比赛，其中1992年奥运会获得一枚铜牌。